# Charles R. Cantor
Charles Robert Cantor (* 26. August 1942 in Brooklyn, New York) ist ein US-amerikanischer Molekularbiologe und Biotechnologe an der Boston University.
An der University of Pennsylvania gibt es noch einen Professor für Klinische Neurologie, Charles Rodman Cantor.

## Leben und Wirken
Charles Robert Cantor erwarb 1963 an der Columbia University einen Bachelor und 1966 an der University of California, Berkeley einen Ph.D. bei Ignacio Tinoco. Im selben Jahr erhielt Cantor eine erste Professur (Assistant Professor) für Chemie an der Columbia University, 1969 wurde er Associate Professor, 1972 erhielt er eine ordentliche Professur für Chemie und Biowissenschaften. 1981 wechselte er auf eine Professur für Genetik und Entwicklungsbiologie der Medizinischen Fakultät der Columbia University und übernahm vorübergehend die stellvertretende Leitung der Biotechnologie an deren Tumorzentrum.
1989 ging Cantor als Professor für Molekularbiologie an die University of California, Berkeley. Die Leitung von deren Human Genome Project am Lawrence Berkeley National Laboratory hatte er schon 1988 übernommen und behielt sie auch bis 1992, als er auf eine Professur für Biotechnologie und die Leitung des Department of Biomedical Engineering der Boston University wechselte. Seit 2001 hatte er zusätzlich eine Gastprofessur (Adjunct Professor) an der University of California, San Diego inne. 2010 wurde Cantor emeritiert, blieb aber wissenschaftlich aktiv.
Charles R. Cantor entwickelte Methoden, um große DNA-Moleküle aufzutrennen, untersuchte strukturelle Beziehungen innerhalb komplexer Verbindungen von Proteinen und Nukleinsäuren und machte sich um die Entwicklung neuer Methoden für eine schnellere DNA-Sequenzierung verdient. Weitere Erfolge Cantors liegen in der Entwicklung neuer Varianten und Analoga der Polymerase-Kettenreaktion, in der Entwicklung von Bakterienstämmen für die Bodensanierung und in der Entdeckung von Genen, die mit Schmecken und Tasten assoziiert sind.
Cantor gründete mehrere Biotechnologie-Unternehmen, darunter Sequenom, das Pränataldiagnostik aus mütterlichem Blut anbot und 2016 für rund 370 Millionen US-Dollar an LabCorp verkauft wurde, SelectX Pharmaceuticals, DiThera und Retrotope. Er gehörte zu dem Direktorium oder wissenschaftlichen Beirat von zahlreichen weiteren Biotechnologie-Unternehmen. 1997/98 war er Schatzmeister des New England Complex Systems Institute.
1969 erhielt Cantor ein Forschungsstipendium der Alfred P. Sloan Foundation (Sloan Research Fellowship) und 1973 ein Guggenheim-Stipendium, 1978 den Eli Lilly Award in Biological Chemistry. 1981 wurde er in die American Association for the Advancement of Science gewählt, 1988 in die American Academy of Arts and Sciences und die National Academy of Sciences. 2013 wurde Cantor als Fellow in die National Academy of Inventors (NAI) aufgenommen, eine private Initiative, die nicht zu den National Academies of Sciences, Engineering, and Medicine gehört.
Cantor ist unverheiratet und hat keine Kinder.

## Schriften
- Biophysical Chemistry, Part 1: The Conformation of Biological Macromecules, 1980 ISBN 0-7167-1042-0
- Biophysical Chemistry, Part 2: The Behavior of Biological Macromolecules, 1980. ISBN 0-7167-1192-3
- Biophysical Chemistry, Part 3: Techniques for the Study of Biological Structure and Function, 1980. ISBN 0-7167-1190-7
- Genomics: The Science and Technology Behind the Human Genome Project, 1999 ISBN 978-0-471-59908-1